# Mahoma Rami
Mahoma Rami (h. 1370 - siglo XV),vecino de Zaragoza, fue un alarife mudéjar que trabajó en Aragón (España) durante el periodo medieval, como protegido del Papa Luna. Entre los trabajos en los que participó, cabe mencionar: el Cimborrio de la Seo de Zaragoza, en estado ruinoso y que restauró entre 1403 y 1409; la iglesia de San Pedro Mártir de Calatayud (1414) y el coro de la iglesia de Santa Tecla, en Cervera de la Cañada (1426).